# Мельгунов, Пётр Наумович
Пётр Наумович Мельгунов (1685 — 8 мая 1751) — российский государственный деятель, президент Камер-коллегии (1735—1737), вице-губернатор Санкт-Петербурга (1741—1751).

## Биография
Сын подполковника Наума Никифоровича Мельгунова родился 1 декабря 1685 года.
Начал военную службу в 1704 году солдатом в лейб-гвардии Преображенском полку. В 1700—1721 годах участвовал в Северной войне; за участие во взятии Нарвы произведён в капралы (1706), за бои при Лесной — в унтер-офицеры (1706), за Прутский поход — в прапорщики (1711), за Штетин — в поручики (1712), за Тавастегус и Гельсингфорс — в капитан-поручики (1712), за Гренгам — в капитаны (1720). 
В 1721 году перешёл на гражданскую службу; был назначен в комиссию, занимающейся переписью мужского населения, в которой занимался Новгородской губернией. С 1727 года — первый пристав (начальник караула) при ссыльном князе А. Д. Меньшикове; в 1728 году сопровождал в Москву конфискованное имущество князя.
В 1730 году был произведён в полковники и назначен прокурором в Камер-коллегию. С 1735 по 1737 год —  президент Камер-коллегии.
В 1736 году переименован в статские советники и до 1740 года состоял приставом при персидском после.
В 1740—1741 годах состоял в Санкт-Петербургской губернской канцелярии «за вице-губернатора». В 1741 году получил чин действительного статского советника и назначен вице-губернатором Санкт-Петербурга.
В 1751 году по старости вышел в отставку.
Скончался 8 (19) мая 1751 года. Похоронен на Лазаревском кладбище Александро-Невской лавры

## Награды
- Медаль «За битву при Лесной»
- Медаль «За Полтавскую баталию»
- Медаль «В память Ништадского мира»
- Орден Св. Анны (в списках награжденных не значится, вероятно получен в 1746-1751гг)

## Семья
Жена (с 1720) — Евфимия (Афимия) Васильевна, урожд. Римская-Корсакова (20.07.1705 — 16.05.1762). У них было пятеро сыновей:
- Алексей (9 февраля 1722 — 2 июля 1788) — сенатор, губернатор, действительный тайный советник;
- Александр (после 1722 — ?) — генерал-поручик;
- Наталья (1728-1778), в замужестве Бекович-Черкасская
- Пётр — действительный статский советник;
- Андрей (1741—1792) — полковник, Олонецкий губернский предводитель дворянства;
- Владимир.